# IFS (interfaz)
IFS, interfaz única a todos los sistemas de archivos de routers Cisco Systems.
El IFS provee un método unificado para administrar el sistema de archivos que utilizan los enrutadores. Esto incluye los sistemas de archivos de la memoria flash, los sistemas de archivos de red (TFTP, rcp y FTP) y la lectura o escritura de datos (de o a la NVRAM, de la configuración en uso, de la ROM). El IFS usa un conjunto común de prefijos para especificar los dispositivos del sistema de archivos.
- Datos: Q5906808